# Nikolas Dyhr
Nikolas Dyhr, né le 18 juin 2001 à Horsens au Danemark, est un footballeur danois qui joue au poste d'arrière gauche au Randers FC.

## Biographie

### En club
Natif de Horsens au Danemark, Nikolas Dyhr commence le football au Stensballe IK, puis à ses 11 ans il rejoint l'AC Horsens avant de terminer sa formation au FC Midtjylland, qu'il rejoint en 2015. Le 20 juin 2019, deux jours après son 18e anniversaire, Dyhr signe son premier contrat professionnel. Il joue son premier match en professionnel lors de la saison 2019-2020, le 11 août 2019 contre l'AC Horsens. Il est titularisé sur l'aile gauche, lors de ce match qui se solde par la victoire des siens sur le score de deux buts à zéro. Le 2 décembre 2019 il délivre sa première passe décisive, contre le Silkeborg IF. Le score est alors de un partout lorsqu'il adresse un coup franc repris par Rasmus Nicolaisen, ce qui permet à son équipe de remporter le match (2-1).
Il remporte son premier titre en étant sacré Champion du Danemark en 2019-2020.
Le 17 janvier 2021, Dyhr est prêté jusqu'à la fin de la saison à l'AC Horsens afin de gagner en temps de jeu,.
Il fait ensuite son retour au FC Midtjylland et joue son premier match de Ligue des champions lors d'une rencontre de tour préliminaire face au Celtic Glasgow le 28 juillet 2021. Il entre en jeu à la place de Paulinho et son équipe s'impose par deux buts à un après prolongations,.
Le 30 janvier 2023, lors du mercato hivernal, Dyhr est prêté en Belgique, au KV Courtrai, jusqu'à la fin de la saison. Le jeune danois de 21 ans ne joue toutefois qu'un match, le 16 avril 2023, lors d'une rencontre de championnat face au Royal Antwerp. Il entre en jeu et son équipe est battue (1-0 score final). Venu pour renforcer la poste d'arrière gauche en raison de l'absence sur blessure de Kristof D'haene, Dyhr n'a finalement pas le temps de jeu espéré, le capitaine du club belge étant de retour plus tôt que prévu et son entraîneur, Bernd Storck, ne lui donnant pas plus d'occasion de jouer. Dyhr fait alors son retour au FC Midtjylland à la fin de son prêt.
Lors de l'été 2024, Nikolas Dyhr fait son retour au Danemark après six mois au St. Louis City SC. Le transfert est annoncé le 18 juin 2024, jour de ses 23 ans, et il signe un contrat de quatre ans, soit jusqu'en juin 2028,.

### En sélection
Avec l'équipe du Danemark des moins de 17 ans il est sélectionné pour disputer le championnat d'Europe des moins de 17 ans en 2018, qui est organisé en Angleterre. Il joue deux matchs en tant que titulaire lors de ce tournoi et se montre décisif lors du premier match le 5 mai, en inscrivant un but face à la Bosnie-Herzégovine, ce qui n'est toutefois pas suffisant puisque les jeunes danois s'inclinent (2-3).
Le 12 janvier 2020 Dyhr joue son premier match avec l'équipe du Danemark espoirs face à la Slovaquie. Il entre en jeu et son équipe s'impose par trois buts à un.

## Palmarès
FC Midtjylland
- Championnat du Danemark (1) :
  - Champion : 2019-20.
- Coupe du Danemark (1) :
  - Vainqueur en 2022.